# جیمز استفان روسانت
جیمز استفان روسانت (انگلیسی: James Rossant; ۱۷ اوت ۱۹۲۸ – ۱۵ دسامبر ۲۰۰۹) معمار اهل ایالات متحده آمریکا بود.